# Resolutie 1774 Veiligheidsraad Verenigde Naties
Resolutie 1774 van de Veiligheidsraad van de Verenigde Naties werd unaniem door de Veiligheidsraad van de Verenigde Naties aangenomen op 14 september 2007, en stelde Hassan Jallow opnieuw aan als openbaar aanklager van het Rwandatribunaal.

## Achtergrond
Toen Rwanda een Belgische kolonie was, werd de Tutsi-minderheid in het land verheven tot een elitie die de grote Hutu-minderheid wreed onderdrukte. Na de onafhankelijkheid werden de Tutsi verdreven en namen de Hutu de macht over. Het conflict bleef aanslepen, en in 1990 vielen Tutsi-milities verenigd als het FPR Rwanda binnen. Met westerse steun werden zij echter verdreven.
In Rwanda zelf werd de Hutu-bevolking opgehitst tegen de Tutsi. Dat leidde begin 1994 tot de Rwandese genocide. De UNAMIR-vredesmacht van de Verenigde Naties kon vanwege een te krap mandaat niet ingrijpen. Later dat jaar werd het Rwandatribunaal opgericht om de daders te vervolgen.

## Inhoud
Secretaris-generaal Ban Ki-moon had Hassan Jallow genomineerd om opnieuw aan te stellen als openbaar aanklager van het Internationaal Straftribunaal voor Rwanda.
Met resolutie 1503 was aan het Rwandatribunaal gevraagd te zorgen dat alle rechtszaken tegen eind 2008 waren afgelopen en dat al haar werk eind 2010 zou zijn voltooid.
De Veiligheidsraad besloot Hassan Bubacar Jallow opnieuw aan te stellen als openbaar aanklager met ingang op 15 september 2007 voor een ambtstermijn van vier jaar, die eerder kon worden beëindigd als het tribunaal eerder zou aflopen.

## Verwante resoluties
- Resolutie 1717 Veiligheidsraad Verenigde Naties (2006)
- Resolutie 1749 Veiligheidsraad Verenigde Naties
- Resolutie 1823 Veiligheidsraad Verenigde Naties (2008)
- Resolutie 1824 Veiligheidsraad Verenigde Naties (2008)

Lijst ·  1739 ·  1740 ·  1741 ·  1742 ·  1743 ·  1744 ·  1745 ·  1746 ·  1747 ·  1748 ·  1749 ·  1750 ·  1751 ·  1752 ·  1753 ·  1754 ·  1755 ·  1756 ·  1757 ·  1758 ·  1759 ·  1760 ·  1761 ·  1762 ·  1763 ·  1764 ·  1765 ·  1766 ·  1767 ·  1768 ·  1769 ·  1770 ·  1771 ·  1772 ·  1773 ·  1774 ·  1775 ·  1776 ·  1777 ·  1778 ·  1779 ·  1780 ·  1781 ·  1782 ·  1783 ·  1784 ·  1785 ·  1786 ·  1787 ·  1788 ·  1789 ·  1790 ·  1791 ·  1792 ·  1793 ·  1794